# 自撃漏
自撃漏（じげきろう）は、1434年に中世李氏朝鮮の科学者、蔣英実が作った水時計である。
それまでの水時計から受水壺に溜まった水の量を浮箭を用いて目視する過程を自動化し、時間に応じて自動人形が鐘を打ち、十二支を表す人形が鳩時計のように飛び出すことで時を知らせた。ただし、播水壺に水を入れる行為は人力で行われた。自撃漏は漢城・景福宮南側の報漏閣に置かれた。
韓国の旧10000ウォン紙幣の図柄に採用されていた。